# Astreopora incrustans
Astreopora incrustans là một loài san hô trong họ Acroporidae. Loài này được Bernard mô tả khoa học năm 1896.